# Fekri Al-Hubaishi
Fekri Al-Hubaishi (sinh ngày 18 tháng 4 năm 1978 ở Yemen) là một cầu thủ bóng đá người Yemen thi đấu ở vị trí tiền đạo. Hiện tại anh thi đấu cho Al-Saqr. Anh là thành viên của Đội tuyển bóng đá quốc gia Yemen.

## Sự nghiệp
Fekri Al-Hubaishi bắt đầu sự nghiệp ở Al Sha'ab Ibb, chơi bóng 7 mùa giải. Sau khoảng thời gian ngắn ở Al-Saqr, anh trở lại câu lạc bộ chủ quản Al Sha'ab Ibb. Anh là cầu thủ ghi nhiều bàn thắng nhất năm 2009.

## Danh hiệu

### Câu lạc bộ
Al-Sha'ab Ibb'
- Giải bóng đá vô địch quốc gia Yemen: 2

2002–03, 2003–04
- Cúp Chủ tịch Yemen: 2

2002, 2003
- Yemeni September 26 Cup: 1

2002
Al-Saqr'
- Cúp Đoàn kết Yemen: 1

2008